# Punta Arenas
Punta Arenas je občina in glavno mesto najjužnejše regije Čila, Magallanes in Čilska Antarktika. Mesto je bilo uradno preimenovano v Magallanes leta 1927, vendar so mu leta 1938 ime vrnili. Je največje mesto južno od 46. vzporednika. Od leta 1977 ima Punta Arenas eno od dveh brezcarinskih pristanišč v Čilu (zunaj mesta obstaja majhna cona franca, kjer se nekateri izdelki lahko uvažajo v državo po znižanih davkih.)
Punta Arenas, ki leži na polotoku Brunswick severno od Magellanovega preliva, je ustanovila čilska vlada leta 1848 kot majhno kazensko kolonijo za uveljavljanje suverenosti nad ožino. Mesto je zraslo in dobilo na pomenu zaradi vse večjega pomorskega prometa in trgovine, ki je potovala ob zahodni obali Južne in Severne Amerike. To obdobje rasti je bilo tudi posledica valov evropskih priseljencev, predvsem iz Hrvaške in Rusije, ki so jih v 1880-ih in zgodnjih 1900-ih pritegnili zlata mrzlica na Ognjeni zemlji in razvoj ovčereje. Največja ovčerejska družba, ki je nadzirala 10.000 kvadratnih kilometrov površine v Čilu in Argentini, je imela sedež v Punta Arenasu, ker so tam živeli lastniki.
Od ustanovitve so mesto uporabljali kot bazo za zaščito svojih suverenih zahtevkov v najjužnejšem delu Južne Amerike. Med drugim je bil Magellanov preliv priznan kot čilsko ozemlje v mejni pogodbi iz leta 1881 med Čilom in Argentino. Geopolitični pomen Punta Arenasa ostaja visok tudi v 20. in 21. stoletju, zaradi logističnega pomena pri dostopu do Antarktike.
Od leta 2017 imata mesto in njena regija svojo lastno časovno območje: poletni čas (UTC-3) se uporablja celo leto.

## Etimologija
Angleški raziskovalec iz 18. stoletja, John Byron, je včasih to območje imenoval Sandy Point. Šele leta 1843 je vlada poskušala vzpostaviti utrdbo in naselje na Fuerte Bulnesu. Ime Punta Arenas izhaja iz španskega izraza Punta Arenosa, dobesedni prevod angleškega imena "Sandy Point". Mesto je bilo znano tudi kot Magallanes. Danes se ta izraz uporablja za opis upravne regije, ki vključuje mesto.
Punta Arenas je poimenovano tudi kot »mesto rdečih streh« zaradi rdeče pobarvanih kovinskih streh, ki so mesto dolga leta označevale. Od leta 1970 je uporaba več drugih barv na zaščitnih oblogah povzročila večjo raznolikost značilnih kovinskih streh.

## Geografija
Punta Arenas leži severovzhodni obali polotoka Brunswick in je med največjimi mesti v celotni Patagoniji. Leta 2012 je imelo mesto 127.454 prebivalcev . Od obale Antarktika je oddaljeno približno 1418,4 km.
Regija Magallanes velja za del čilske Patagonije. Magallanes je špansko za Magellan po Ferdinandu Magellanu, portugalskem raziskovalcu, ki je jadral za Španijo. Ko je plul okoli Zemlje, se je leta 1520 približal sedanjemu mestu Punta Arenas. V zgodnjih angleških navigacijskih dokumentih je ta stran označena kot »Sandy Point«.
Razen vzhodne obale, kjer so naselja Guairabo, Rio Amarillo in Punta San Juan, je polotok večinoma nenaseljen. Občina Punta Arenas obsega celoten polotok Brunswick, pa tudi vse otoke zahodno od otoka Isla Grande de Tierra del Fuego in severno od Cockburnovega in Magdaleninega kanala.
Največji izmed otokov so: Santa Inés, Desolación, Dawson, Aracena, Clarence, Carlos in otok Wickham.
Razen Dawsonovega otoka, na katerem je v letu 2002 živel približno 301 človek, so otoki večinoma nenaseljeni. Otok Clarence je imel pet prebivalcev.

### Podnebje
Zaradi velike južne zemljepisne širine ima Punta Arenas subpolarno oceansko podnebje (Köppnova podnebna klasifikacija Cfc), ki meji na podnebje tundre. Sezonsko temperaturo v Punta Arenasu močno kroji bližina oceana, povprečna nižja temperatura v juliju je blizu -1 ° C in v januarju 14 ° C. Znano je po konstantnih temperaturah, ki se med letnimi časi le malo razlikujejo. Padavine so najvišje v aprilu in maju, snežna sezona je v čilski zimi (od junija do septembra). Kot velja za večino Patagonije, je povprečna letna količina padavin precej nizka, le  380 mm, zaradi padavinske sence, ki jo povzročajo Andi. Povprečna temperatura ni nižja od +1 ° C.  Mesto je znano tudi po močnih vetrovih (do 130 km / uro), ki so poleti najmočnejši. Mestni uradniki so postavili vrvi med stavbami v središču mesta, da bi pomagali pešcem pri hoji. 
Punta Arenas je od leta 1986 bilo prvo znatno poseljeno mesto na svetu, ki ga je neposredno prizadelo tanjšanje ozonske plasti. Za njegove prebivalce velja, da so izpostavljeni potencialno škodljivim vplivom ultravijoličnega sevanja. 

## Zgodovina
Dve zgodnji španski naselji sta bili postavljeni vzdolž Magellanovega preliva. Prvo leta 1584 in se je imenovalo Nombre de Jesús. Ni uspelo zaradi težkih vremenskih razmer in težav pri pridobivanju hrane in vode in ogromnih razdalj do drugih španskih pristanišč. Druga kolonija Rey don Felipe je poskusila približno 80 kilometrov južno od Punta Arenasa. Ta je postala znana pozneje kot Puerto del Hambre, včasih prevedeno kot pristanišče lakote ali stradanja. Španija je vzpostavila ta naselja, da bi zaščitila ladijski promet in preprečila piratstvo angleških piratov in sicer kontrolirala Magellanov preliv. Kapitan angleških gusarjev, Thomas Cavendish, je leta 1587 rešil zadnjega preživelega člana Puerto del Hambre. 

### Kazenska kolonija
Leta 1843 je čilska vlada poslala ekspedicijo za izgradnjo utrdbe in vzpostavitev stalne naselbine na obali Magellanovega preliva. Gradila in naročila je dvojambornik Goleta Ancud. Pod poveljstvom Johna Williamsa Wilsona čilske mornarice, je prepeljal posadko 21 ljudi (kapitan, osemnajst članov posadke in dve ženski) ter tovor. Ustanovitveni akt naselja ima datum 21. septembra 1843. 
Ko si je Čile leta 1843 z zgraditvijo utrdbe Fuerte Bulnes prisvojil Magellanov preliv, se je že prvo zimo izkazalo, da tamkajšnje razmere niso ugodne za poselitev. Vojaški guverner José de los Santos Mardones je zato leta 1848 odredil selitev naselbine dobrih 60 km severneje ob izliv reke Las Limas, kjer so bile razmere za bivanje dosti ugodnejše. Do takrat je bil kraj na zemljevidih označen (nekateri poimenovanje pripisujejo Johnu Byronu z angleškim imenom »Sandy Point« (peščeni rt). 18. decembra 1848 je bila formalno ustanovljena naselbina, ki so jo spočetka poimenovali Punta Arenosa po neposrednem prevodu angleškega imena v španščino. Ime se je sčasoma popačilo v današnjo obliko Punta Arenas.
Sredi 19. stoletja je Čile uporabljal Punta Arenas kot kazensko kolonijo in disciplinsko napotitev vojaškega osebja s »problematičnim« vedenjem«. Naseljevali so tudi priseljence. Decembra 1851 je bil v zaporu upor, ki ga je vodil poročnik Cambiaso, umorili so guvernerja Muñoza Gamero in duhovnika ter uničili cerkev in bolnišnico.  Poveljstvo je prevzel poveljnik Stewart iz HMS Viraga, ki sta mu pomagali dve čilski ladji: Indefatigable in Meteoro. 
Posledica vstaje leta 1877, znane pod imenom El motín de los artilleros, je bilo uničenje velikega dela mesta in pomor številnih civilistov, ki niso bili neposredno povezani z zaporom. Sčasoma je bilo mesto obnovljeno. Rast industrije v povezavi z ovčerejo in odkritje zlata ter povečanje ladijske trgovine je privabljajo številne nove naseljence in mesto je napredovalo.

### Gospodarski razcvet
Lokalno gospodarstvo je v začetku temeljilo na trgovini s kožami tjulnjev in gvanakov, lesom, guanom, premogom in zlatom. Gospodarstvo je resnično zaživelo šele v zadnji četrtini 19. stoletja, ko so s Falklandskih otokov uvozili prve ovce. Med približno letoma 1890 in 1940 je regija Magallanes postala ena od najpomembnejših svetovnih regij za ovčerejo, pri čemer je eno podjetje (Sociedad Explotadora de Tierra del Fuego) nadzorovalo več kot 10.000 kvadratnih kilometrov ozemlja v južnem Čilu in Argentini. Sedež te družbe in domovi lastnikov so bili v Punta Arenas. 
Že prej je pristanišče postalo pomembna premogovna postaja za parnike na plovbi med Atlantskim in Tihim oceanom, promet se mu je še posebej povečal med kalifornijsko zlato mrzlico. Gospodarski razvoj je privabil številne priseljence, poleg Čilencev z otočja [[|arhipelag Chiloé|Chiloé]] še predvsem Hrvate, Irce, Škote, Špance in Portugalce. V tem času je mesto dobilo za Čile nenavadno severnoevropsko arhitekturo.
Po letu 1914 se je večina prometa preusmerila čez Panamski prekop, danes pristanišče večinoma uporabljajo turistična križarjenja in znanstvene ekspedicije. Mesto je del nekdanjega bogastva ohranilo s preusmeritvijo v središče za predelavo in trgovino z volno.

## Demografija
Po popisu Nacionalnega statističnega inštituta iz leta 2002 je imela občina 119.496 prebivalcev (60.616 moških in 58.880 žensk). Od teh je 116.005 (97,1%) živelo v urbanih območjih in 3491 (2,9 %) na podeželskih območjih. Ob popisu leta 2012 ima 127.454 prebivalcev.
Mesto je sredi devetnajstega stoletja naselilo veliko kolonistov iz Španije in Hrvaške in mnogi njihovi potomci še vedno živijo tukaj. Druge narodne etnične skupine so Nemci, Angleži, Italijani, Švicarji in Irci.
Hrvaško priseljevanje je bil ključni razvoj v regiji Magallanes in še zlasti v mestu. Trenutno se ta vpliv še vedno odraža v imenih trgovin, ulic in številnih stavb. Po nekaterih virih je približno 50 % prebivalstva Punta Arena etničnih Hrvatov. 

## Gospodarstvo
Do leta 2006 je bilo gospodarstvo Punta Arenasa in regije raznoliko. Tu so glavne zaloge nafte v Čilu, skupaj z nekaterim premogovniki. 
Kmetijska proizvodnja, vključno z ovcami in govedom, še naprej igra pomembno vlogo. Obstaja ribolov in gozdarstvo.
Turizem je prispeval k mestnemu gospodarstvu in nenehno raste. Zanimivosti so stolnica in druge pomembne cerkve, mestno pokopališče in Magellanov kip. 
Obiskovalci danes lahko obiščejo muzej Sarah Braun, ki je bil ustanovljen v nekdanji stavbi Braun-Menéndez v središču Punta Arenasa. Druge priljubljene zanimivosti sta dve bližnji koloniji magellanovih pingvinov in rekonstruirana utrdba naselja Fuerte Bulnes.
Nekatere potniške ladje na Antarktiko odhajajo iz pristanišča Punta Arenas, ki služi tudi kot vozlišče za številne linije križarjenj, ki potujejo vzdolž kanalov in fjordov regije.
Redne trajektne proge povezujejo Punta Arenas z glavnim otokom Tierra del Fuego in manj pogoste do čilskega mesta Puerto Williams. 
Od Falklandske vojne, ko so med Falklandskimi otoki in Argentino prekinili prometne povezave, je Punta Arenas postal glavna zunanja povezava z arhipelagom.

## Kultura
Stolnica v Punta Arenas, znana tudi kot župnijska cerkev Srca Jezusovega, je stavba v jonskem slogu z renesančnim zvonikom, ki je posvečen zapovedi salezijancev. Gradnja se je začela 28. decembra 1892 po načrtih očeta Juana Bernabéja iz salezijanskega reda. Leta 1584 sta bila na bregovih ožine zgrajena prva dva templja. Prva cerkev se je začela graditi na Plaza de Punta Arenas kakšnih 300 let kasneje. Projektiral jo je oče Juan Bernabé. Bila je 30 metrov dolga, 10 metrov široka in 9 metrov visoka z vitkim stolpom visokim 22 metrov. To strukturo je popolnoma uničil požar.
Muzej Nao Victoria ima repliko polne velikosti prve ladje, ki je kdaj obkrožila svet: Nao Victoria  Ferdinanda Magellana. Muzej je oktobra 2011 dodal repliko polne velikosti čolna James Caird, ki ga je Ernest Shackleton uporabljal v času cesarske trans-antarktične ekspedicije z ladjo Endurance. Muzej je 7,5 km severno ob cesti Y-565 v Rio Seco. 
Drugi muzeji so še:
- Museo Regional Braun Menéndez v palači Braun Menéndez, ki je nacionalni spomenik. Od februarja 1983 deluje kot "Regionalni muzej Magallanes", ki ima gradivo iz sodobne zgodovine regije.
- Museo Regional Salesiano Maggiorino Borgatello – regionalni salezijanski muzej ima popolno zbirko vrst iz regije in kulturo. Prikazani so tudi vzorci iz Antarktike. Vzpostavili so jo leta 1893  Salezijanci in jo ohranjajo prostovoljni prispevki skupnosti.
- Museo Naval y Marítimo de Punta Arenas – pomorski muzej vodi zgodovino čilskih oboroženih sil  kolonizacije ozemlja Magallanes in čilske Antarktika.
- Museo del Recuerdo – spominski muzej na Inštitutu Patagonske univerze v Magallanesu je del muzeja na prostem. Ima 8 lesenih stavb, 40 starih vozil in druge predmete velike zgodovinske vrednosti, strojie in nešteto orodij, povezanih predvsem z delom v govedoreji in nafto.

- Nao Victoria, replika Magellanove ladje v muzeju Nao Victoria
- Ledolomilec RV Laurence M. Gould v Punta Arenas. Punta Arenas je pomembna točka pri dobavi raziskovalnim postajam na Antarktiki.
- Ladji County of Peebles in Cavenga se uporabljata kot  valobran v pristanišču Punta Arenas.
- Avenija Krištofa Kolumba na kateri so Hrvati zgradili leta 1890 Staro strojno hišo.
- Župna cerkev Srca Jezusovega
- Utrdba Fuerte Bulnes

## Pomembni prebivalci
- Mateo Martinic, zgodovinar in pisatelj
- Mariana Cox Méndez (1871–1914), pisateljica in feministka

## Pobratena mesta
Punta Arenas je pobrateno z: Bellingham Sister Cities Association Arhivirano 2008-07-04 na Wayback Machine., and Sister Cities International:
- Washington Bellingham, ZDA, 1996
- Hrvaška, Split Hrvaška
- Argentina Ushuaia, Argentina